# گابریلا فاگوندز
گابریلا فاگوندز (به انگلیسی: Gabriella Fagundez) (زادهٔ ۱۱ اکتبر ۱۹۸۵) شناگر اهل سوئد است.